# 駐普羅旺斯臺北辦事處
駐普羅旺斯臺北辦事處（法語：Bureau de Représentation de Taipei en France Bureau Annexe d'Aix-en-Provence）通稱駐普羅旺斯辦事處，是中華民國（臺灣）設立於法國南部城市普罗旺斯地区艾克斯的外交代表機構、實質總領事館，於2020年12月14日開館。駐普羅旺斯辦事處是中華民國繼駐法國代表處後在法國的第二個外交代表機構、2020年內繼駐索馬利蘭代表處、駐美國關島辦事處後開設的第三個駐外館處。法國在駐普羅旺斯辦事處設立後，成為目前第五個設立超過一個中華民國外交代表機構的歐洲國家。

## 概要
2020年8月25日，中華民國外交部宣布將於法國南部城市普罗旺斯地区艾克斯設立「駐普羅旺斯臺北辦事處」。據報導稱，中華民國政府為增設辦事處事宜與法國政府進行了多年的談判，雙方約在2020年初達成協議；中方原先屬意將辦事處設立於當時法國的第二大城马赛或第三大城里昂，不過在與法方協商後，決定將辦事處改設於艾克斯普羅旺斯市。駐普羅旺斯辦事處是中華民國繼駐法國代表處後在法國的第二個外交代表機構，也是2020年內繼駐索馬利蘭代表處、駐美國關島辦事處後開設的第三個駐外館處；中華民國外交部在新聞稿中表示，南法地區為該國人民赴法國旅遊重要目的地之一，而駐普羅旺斯辦事處作為駐法國代表處在南法區域的辦公室，兩處將「密切協調合作，為國人及旅法僑胞提供更優質服務」，並將強化雙方在經貿、科技產業等領域上的交流。此後，中華民國外交部並決定以時任駐海地代辦辛繼志為駐普羅旺斯辦事處首任處長。

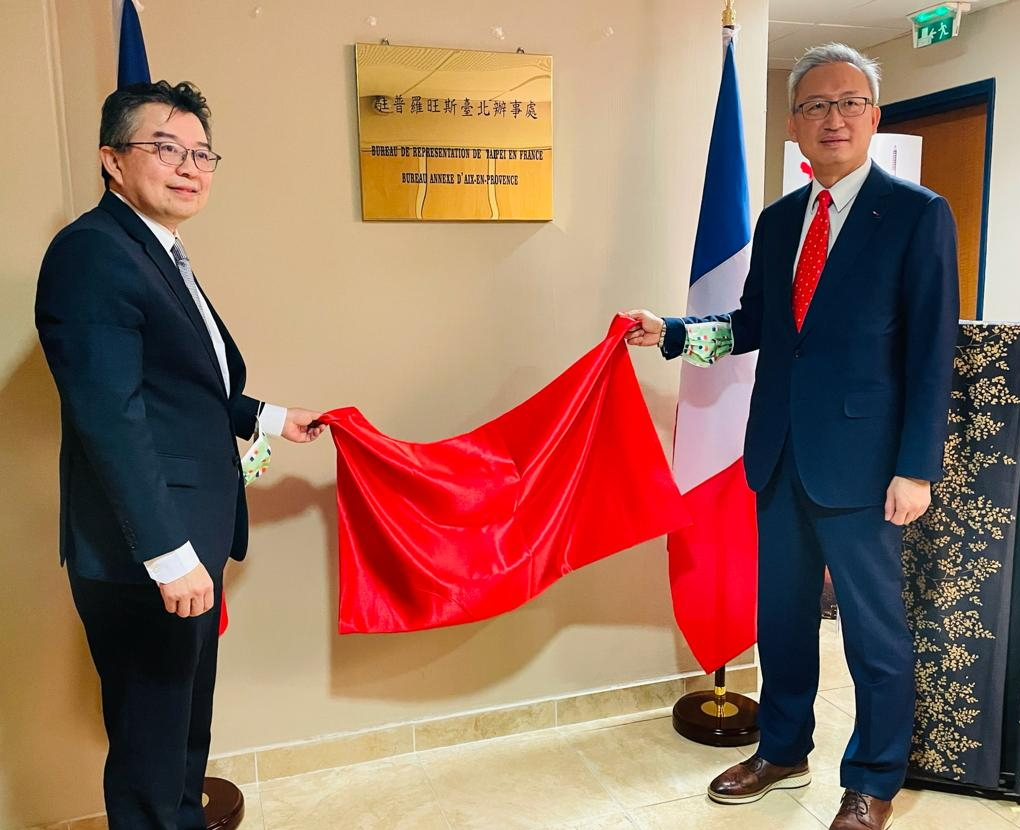
2020年12月14日，駐普羅旺斯辦事處首任處長辛繼志（左）與駐法國代表吳志中共同為辦事處揭牌

當年12月14日，駐普羅旺斯臺北辦事處正式揭牌開幕，由首任處長辛繼志與時任中華民國駐法國代表吳志中共同主持儀式；時任法國參議院外交暨國防委員會參議員安德烈·瓦利尼、國民議會議員洛朗絲·特拉斯圖-伊斯娜、艾克斯普羅旺斯市市長瑪莉斯·茹瓦桑-瑪席妮及副市長卡莉瑪·瑟卡妮-海娜爾（Karima Zerkani-Raynal）等法國政要，以及時任中華民國外交部部長吳釗燮皆以預錄影片或致函方式祝賀。吳釗燮並表示，臺灣與法國在航太、生醫及科技等領域「合作前景看好」，雙方在因應全球供應鏈重組，尤其是半導體、智慧醫療、再生能源和循環經濟等方面將進行更多合作；駐普羅旺斯辦事處正式運作後，雙方關係及交流將「更上一層樓」。在駐普羅旺斯辦事處開設後，法國與德国、英国、瑞士、意大利共同成為中華民國設立超過一個外交代表機構的歐洲國家。

## 領務轄區
駐普羅旺斯臺北辦事處的領務轄區包括法國境內的普罗旺斯-阿尔卑斯-蓝色海岸大区、奥弗涅-罗讷-阿尔卑斯大区、奧克西塔尼大區和科西嘉大區，並兼轄法國境外的摩纳哥、安道尔、突尼西亞、摩洛哥、阿尔及利亚、塞内加尔、乍得、毛里塔尼亚、多哥、贝宁、加蓬、刚果共和国等國。

## 歷任處長
| 姓名   | 肖像   | 就任日期      | 卸任日期    | 資料出處     |
| ------ | ------ | ------------- | ----------- | ------------ |
| 辛繼志 | 辛繼志 | 2020年12月5日 | 2023年1月底 | [ 10 ] [ 6 ] |
| 沈真宏 | 沈真宏 | 2023年4月7日  | 現任        | [ 11 ]       |

## 外部連結
- 駐普羅旺斯臺北代表處（繁體中文）（法文）